# 馬里納村 (加利福尼亞州)
馬里納村（英語：Marina Village）是位於美國加利福尼亞州埃爾多拉多縣的一個非建制地區。該地的面積和人口皆未知。

## 地理
馬里納村的座標為38°42′55″N 121°05′22″W / 38.71528°N 121.08944°W，而該地的平均海拔高度為211米（即692英尺）。